# Курион
Курион (Курий, др.-греч. Κούριον, лат. Curium) — античный город на Кипре близ современного Лимасола, существовавший с древних времён до Средних веков. Построен в XII веке до н. э. микенцами, которые принимали участие в Троянской войне. Принадлежал грекам, римлянам, византийцам. Размещён на 70-метровом утёсе с целью обеспечения безопасности горожан. Курион был одним из городов-государств. Там, где раньше были дома и термы, сохранились мозаики. Все строения построены из известняка и представляли собой комплекс из 30 самых разных помещений, включая несколько бассейнов для купания.
В городе сохранился античный театр (построен греками во II веке до н. э., несколько раз перестроен римлянами).
Расположен на берегу залива Епископи.
Сейчас на месте древнего города-государства расположен Археологический парк. Здесь можно увидеть развалины Куриона.
Самое известное место — отреставрированный театр греко-римской эпохи, построенный во II веке до н. э. В ходе раскопок были обнаружены дом Евстолиоса с римскими термами, дом Ахиллеса и дом Гладиаторов с прекрасными мозаичными изображениями. Здесь находятся развалины раннехристианской базилики, относящейся к V веку н. э., а также руины частных домов и большого нимфеума.
Недалеко от Археологического парка Куриона находятся руины стадиона Куриона и святилища Аполлона Гилата.

## Цари Куриона
- Дамас — упомянут в надписи (673/2 г. до н. э.) ассирийского царя Асархаддона среди прочих подчинённых ему кипрских царей;
- Стесенор — принимал участие в Ионийском восстании в начале V века до н. э., однако затем перешёл на сторону персов;
- Пасикрат — последний царь, в 332 г. до н. э. своим флотом поддержал Александра Македонского против персов.